# دونالد كار
دونالد كار (28 ديسمبر 1926 في ألمانيا - 11 يونيو 2016) (بالإنجليزية: Donald Carr) هو لاعب كريكت بريطاني وبريطاني (وحمل سابقاً جنسية المملكة المتحدة لبريطانيا العظمى وأيرلندا). شارك مع منتخب إنجلترا للكريكت. أما مع النوادي، فقد لعب مع نادي مقاطعة ديربيشاير للكريكت ‏ وFree Foresters Cricket Club ‏ ونادي الكريكت في جامعة أكسفورد ‏.

## وصلات خارجية
- دونالد كار على موقع إي آس بي آن كريك إنفو (الإنجليزية)